# La Flèche Wallone
1. REDIRECT La Flèche Wallonne